# Soharóza
A Soharóza kísérleti, improvizatív magyar kórus és egyben színtársulat.

## Története
Az együttes 2008-ban alakult. Nevét egy Soha Róza nevű élő személyről kapta.
Az énekegyüttes nyílt helyeken, például közterületeken és koncerttermekben egyaránt fellép, nemzetközi kórusversenyen is szerepelt. Az együttes vezetője Halas Dóra karnagy.

## Tevékenysége
Az együttes – változó tagsággal – alapvetően projektekre szerveződik, úgymint önálló előadásokra, együttműködésekre, feldolgozásokra és flashmobokra. Jellegzetes, rendszeres tevékenységük a lakóközösségekben való fellépés, ilyenek voltak első projektjeik is, a Lakóközösségi akció és a Bérháztörténetek 0.1 projekt. 2014-ben szerepeltek a Kórusok Éjszakáján, a Bánkitó fesztiválon és az Ohridi Nemzetközi Kórusversenyen is.
Munkájukban sokszor megjelennek színházi elemek. 2015-ben egy kórusszínházi előadást is létrehoztak, melynek Az élő fény volt a címe (Bingeni Szent Hildegárd alapján).
2019 decemberének végén közösségileg finanszírozott lemezt adtak ki Tabu kollekció címmel.